# Gonomyia (Leiponeura) bimucronata
Gonomyia (Leiponeura) bimucronata is een tweevleugelige uit de familie steltmuggen (Limoniidae). De soort komt voor in het Oriëntaals gebied.